# 올 세인츠 (음악 그룹)
올 세인츠(All Saints)는 잉글랜드의 걸 그룹이다.

## 디스코그래피
- 1997년 All Saints
- 2000년 Saints & Sinners
- 2006년 Studio 1